# Joan Sutherland
Joan Alston Sutherland (Sídney, 7 de noviembre de 1926—Les Avents, cerca de Montreux, Suiza, 10 de octubre de 2010) fue una soprano lírica de coloratura, australiana, notable por su contribución al renacimiento del Bel canto desde finales de los años 1950 hasta la década de 1980. Se retiró en 1990.

## Sus inicios
Comienza su carrera en 1947 cantando en Sídney el papel principal de Dido y Eneas, la ópera barroca compuesta por Henry Purcell. Sigue con el repertorio barroco interpretando papeles de importancia en Samson de Haendel y Judith de Goossens. En 1952 realiza su debut europeo cantando en el Royal College of Music británico la Giorgetta de Il Tabarro de Puccini, y más tarde, debuta en la Royal Opera House Covent Garden, en el papel de primera dama en La flauta mágica de Mozart. Esa interpretación es un éxito, y en seguida es contratada para realizar más papeles como el de Amelia en Un ballo in maschera, la sacerdotisa de Aída de Verdi, e incluso canta la Clotilde de Norma junto a Maria Callas en el papel principal.
Demuestra su valía como soprano en la Condesa mozartiana de Las bodas de Fígaro, pero sigue teniendo papeles secundarios como Lady Rich en Gloriana de Britten o Frasquita en Carmen de Bizet.

## Su carrera
En 1954, realiza papeles más consistentes en óperas como Aída o Agatha, e incluso canta Antonia de Los cuentos de Hoffmann, siendo esto curioso, debido a que tenía el rango de soprano de coloratura, mucho mejor para Olympia, otro personaje de la obra. Años más tarde, grabaría los cuatro papeles femeninos de la obra junto a Plácido Domingo.
Canta en la temporada londinense papeles importantes como la Micaela de Carmen, la Gilda de Rigoletto o la Desdémona del Otello de Verdi. Aunque su carrera está centrada en Europa, canta también en Estados Unidos papeles como la Donna Anna de Don Giovanni de Mozart. Pero el punto de inflexión de su carrera, se encuentra la Lucia di Lammermoor, que canta en febrero de 1959 en Londres en una producción de Franco Zeffirelli y bajo la batuta de Tullio Serafin. 
El enorme éxito de la representación, la convierte en una diva de la noche a la mañana, siendo esa Lucia su papel más demandado en treinta años, cantándolo por última vez, en 1988 en Barcelona. junto a Alfredo Kraus. 
{
En 1959, firma un contrato en exclusiva con la casa DECCA, con la que hace regulares grabaciones de ópera. En 1961, debuta en La Scala de Milán, con enorme éxito, cantando la Beatrice di Tenda de Bellini, y un año después, tiene otro gran triunfo en el mismo lugar cantando Les Huguenots junto a Franco Corelli, a Giulietta Simionato, a Nikolái Giaúrov y a Fiorenza Cossotto. Además de la ópera de Rossini Semiramide. 
En 1962, canta la Reina de la Noche de La flauta mágica de Mozart en el Covent Garden, y a ese papel, le sigue el de Cleopatra en Giulio Cesare de Haendel. Entre 1965 y 1974, hace giras operísticas por Australia con su propia compañía de ópera. 
Sutherland es dirigida por directores de la talla de John Barbirolli, Vittorio Gui, Erich Kleiber, John Pritchard (quien condujo su primera Lucia di Lammermmor en disco), Raymond Leppard, Nello Santi, Antonino Votto, entre otros. 
A partir de 1963, trabaja casi exclusivamente con el director Richard Bonynge, a la sazón su marido. Convencida de que en el mundo operístico la voz se quema rápidamente, canta en Londres con gran éxito el papel de Lady Macbeth y debuta con Norma en Vancouver en 1963. 
El binomio Sutherland-Bonynge, realiza en Filadelfia la Margarita del  Fausto de Gounod y canta La Traviata y Norma en el Teatro Colón de Buenos Aires. En 1966, se estrena con Marie, la soldado tamborilero de La fille du régiment de Donizetti, y más tarde, con Lakmé en la ópera del mismo nombre de Léo Delibes. Ese mismo año, debuta con la Eurídice de Haydn en Viena. Se mete de lleno en el campo del bel canto con las producciones en 1971 y 1972 de Maria Stuarda y Lucrezia Borgia en San Francisco y Vancouver. En 1980 canta junto a Alfredo Kraus una memorable "Lucrezia Borgia" en el ROH (Covent Garden) de Londres.  Junto al Tenor Español Joan Sutherland interpretaría la mayoría de las Lucia de Lammermoor además de La hija del Regimiento y una Traviata
[[
En los años 1973 y 1974, debuta con la Rosalinde de Die Fledermaus y con la Esclarmonde de Massenet en San Francisco. Realiza además en Vancouver, la Leonora de Il Trovatore, y debuta en La viuda alegre de Franz Lehár en San Francisco. 
En los años siguientes se estrena en óperas como Suor Angelica en 1977, o Le Roi de Lahore en el mismo año. Vuelve a interpretar a Rosalinde en Die Fledermaus, y debuta con Anna Bolena de Donizetti en 1984, tras interpretar a Adriana Lecouvreur. Su último debut con un personaje, fue en 1985 cantando el Hamlet de Ambroise Thomas.

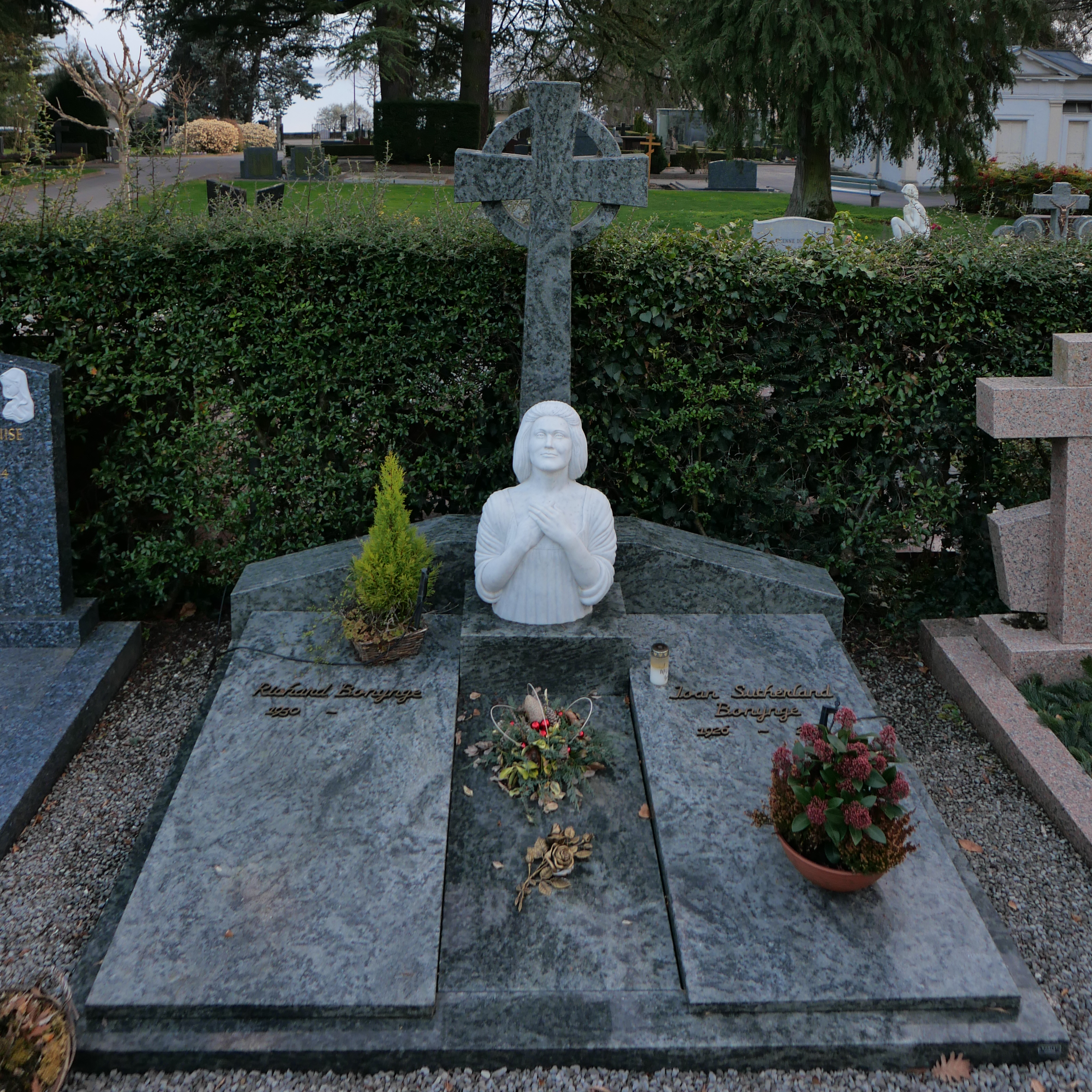
La tumba en 2024.

Sutherland es pieza fundamental en la carrera del joven Luciano Pavarotti (a quien dará la oportunidad de protagonizar muchas de sus grabaciones del período 65-75 como Lucia,  La fille du régiment, Rigoletto, La Traviata y la Turandot donde grabó el tenor modenés su primer Nessun dorma) y de la mezzo Marilyn Horne con quien formará un dúo legendario en Norma y Semiramide entre otras.
Sutherland fue enterrado en el cementerio Clarens. Junto a su tumba se encuentra la futura morada definitiva de su viudo.

## Repertorio
Su repertorio incluye a Lucia en (Lucia di Lammermoor), Amina en (La sonnambula), Violetta (La Traviata) y Elvira (I Puritani), Semiramide, Marguerite de Valois (Les Huguenots), Marguerite (Fausto), Lakmé, Cleopatra (Giulio Cesare) y Norma. Es admirada particularmente su interpretación de Marie, el soldado tamborilero en La Fille du Regiment (Donizetti). Durante los últimos años de su carrera, personifica los cuatro papeles de Los Cuentos de Hoffmann, Lucrezia Borgia, Anna Bolena, Esclarmonde, y Adriana Lecouvreur.

## Reconocimientos
Recibió el rango de Dama del Imperio Británico DBE y la Orden Australiana al Mérito. En 2004, recibió el premio del Kennedy Center por su sobresaliente labor como cantante.

## Discografía seleccionada
Entre su discografía se encuentran papeles que nunca representó, como es Turandot junto a Montserrat Caballé y a Luciano Pavarotti. Graba junto a Bonynge y junto a Pavarotti, óperas como La Traviata, La fille du régiment, o uno de sus mayores éxitos discográficos, la Lucia di Lammermmor que graba junto a Pavarotti y Sherrill Milnes, y que actualmente está considerada como una de las mejores grabaciones de esa ópera. En el teatro de La Fenice de Venecia era conocida como La Stupenda.
Joan Sutherland grabó casi la totalidad de sus discos para la firma Decca, de los cuales una gran parte bajo la dirección de su marido, Richard Bonynge.

### Ópera
- Vincenzo Bellini
  - Beatrice di Tenda — Joan Sutherland (Beatrice), Luciano Pavarotti (Orombello), Cornelius Opthof (Filippo), Josephine Veasey (Agnese), Joseph Ward (Anichino/Rizzardo), Ambrosian Opera Chorus, London Symphony Orchestra, Richard Bonynge (dir.) - Decca, 1966
  - I puritani — Joan Sutherland (Elvira), Pierre Duval (Arturo), Renato Capecchi (Riccardo), Ezio Flagello (Giorgio), Coro e Orchestra del Maggio Musicale Fiorentino, Richard Bonynge (dir.) - Decca, 1963
  - I puritani - Joan Sutherland (Elvira), Luciano Pavarotti (Arturo), Piero Cappuccilli (Riccardo), Nicolai Ghiaurov (Giorgio), Chorus of the Royal Opera, Covent Garden, London Symphony Orchestra, Richard Bonynge (dir.) - Decca, 1973
  - La sonnambula — Joan Sutherland (Amina), Nicola Monti (Elvino), Fernando Corena (Rodolfo), Sylvia Stahlman (Lisa), Margreta Elkins (Teresa), Coro e Orchestra del Maggio Musicale Fiorentino, Richard Bonynge (dir.) - Decca, 1962
  - La sonnambula - Joan Sutherland (Amina), Luciano Pavarotti (Elvino), Nicolai Ghiaurov (Rodolfo), Isobel Buchanan (Lisa), Della Jones (Teresa), Piero De Palma (Notaro), John Tomlinson (Alessio), London Opera Chorus, National Philharmonic Orchestra, Richard Bonynge (dir.) - Decca, 1980
  - Norma — Joan Sutherland (Norma), Marilyn Horne (Adalgisa), John Alexander (Pollione), Richard Cross (Oroveso), Yvonne Minton (Clotilde), Joseph Ward (Flavio), London Symphony Orchesta and Chorus, Richard Bonynge (dir.) - Decca, 1964
  - Norma — Joan Sutherland (Norma), Montserrat Caballé (Adalgisa), Luciano Pavarotti (Pollione), Samuel Ramey (Oroveso), Diana Montague (Clotilde), Kim Begley (Flavio), Chorus and Orchesta of the Welsh National Opera, Richard Bonynge (dir.) - Decca, 1984
- Georges Bizet :
  - Carmen - Regina Resnik (Carmen), Mario del Mónaco (Don José), Joan Sutherland (Micaëla), Tom Krause (Escamillo), Chœur du Grand Théâtre de Genève, Orchestre de la Suisse Romande, Thomas Schippers (dir.) - Decca, 1963
- Giovanni Bononcini :
  - Griselda — Joan Sutherland (Griselda), Lauris Elms (Ernesto), Monica Sinclair (Gualtiero), Margreta Elkins (Almirena), Spiro Malas (Rambaldo), Ambrosian Opera Chorus, London Philharmonic Orchestra, Richard Bonynge (dir.) - Decca, 1967 (avec Montezuma)
- Léo Delibes :
  - Lakmé — Joan Sutherland (Lakmé), Alain Vanzo (Gérald), Gabriel Bacquier (Nilakantha), Jane Berbié (Malika), Émile Belcourt (Hadji) - Monte Carlo Opera Chorus, Orchestre national de l'Opéra de Monte-Carlo, Richard Bonynge (dir.) – Decca, 1967.
- Gaetano Donizetti :
  - L'elisir d'amore -Joan Sutherland, Luciano Pavarotti. -English Chamber Orchestra, Richard Bonynge (dir.)
  - Lucia di Lammermoor — Joan Sutherland (Lucía), Renato Cioni (Edgardo), Robert Merrill (Enrico), Cesare Siepi (Raimondo) - Coro e Orchestra dell'Accademia di Santa Cecilia, John Pritchard (dir.) – Decca, 1961
  - Lucia di Lammermoor — Joan Sutherland (Lucía), Luciano Pavarotti (Edgardo), Sherrill Milnes (Enrico), Nicolai Ghiaurov, Chorus & Orchestra of the Royal Opera House, Covent Garden, Richard Bonynge (dir.) – Decca, 1971
  - Lucrezia Borgia — Joan Sutherland (Lucrezia Borgia), Giacomo Aragall (Gennaro), Marilyn Horne (Maffio Orsini), Ingvar Wixell (Don Alfonso), London Opera Chorus, National Philharmonic Orchestra, Richard Bonynge (dir.) - Decca, 1977
  - Maria Stuarda — Joan Sutherland (María), Huguette Tourangeau (Elisabeta), Luciano Pavarotti (Leicester), Roger Soyer (Talbot), James Morris (Cecil), Coro del Teatro Comunale di Bologna, Orchestra del Teatro Comunale di Bologna, Richard Bonynge (dir.) – Decca, 1975
- Charles Gounod :
  - Faust — Joan Sutherland (Marguerite), Franco Corelli (Faust), Nicolaï Ghiaurov (Méphistophélès), Robert Massard (Valentín), Margreta Elkins (Siébel), Mónica Sinclair (Marthe), Raymond Myers (Wagner), Ambrosian Opera Chorus and Highgate School Choir, London Symphony Orchestra, Richard Bonynge (dir.) – Decca, 1966
- Georg Friedrich Haendel :
  - Alcina — Joan Sutherland (Alcina), Teresa Berganza (Ruggiero), Mónica Sinclair (Bradamante), Luigi Alva (Oronte), Graziella Sciutti (Morgana), Mirella Freni (Oberto), Ezio Flagello (Melisso) - London Opera Chorus, London Symphony Orchestra, Richard Bonynge (dir.) – Decca, 1962
  - Giulio Cesare in Egitto (extraits) — Margreta Elkins (Giulio Cesare), Joan Sutherland (Cleopatra), Marilyn Horne (Cornelia), Mónica Sinclair (Tolomeo), Richard Conrad (Sesto), New Symphonic Orchestra of London, Richard Bonynge (dir.) – Decca, 1963
  - Rodelinda – Alfred Hallett (Grimoaldo), Raimund Herincx (Garibaldo), Joan Sutherland (Rodelinda), Dame Janet Baker (Eduige), Margreta Elkins (Bertarido), Patricia Kern (Unolfo), Chandos Singers, Philomusica Antiqua Orchestra, Charles Farncombe (dir.) – Opera D'oro OPD 1189 (2 CD), Memories HR 4577-4578 our Living Stage LS 403 35147 (extraits chantés en anglais, enregistré sur le vif le 24 juin 1959)
  - Rodelinda – Joan Sutherland (Rodelinda), Huguette Tourangeau (Bertarido), Eric Tappy (Grimoaldo), Margreta Elkins (Eduige), Cora Canne-Meijer (Unolfo), Pieter Van Den Berg (Garibaldo), Netherlands Chamber Orchestra, Richard Bonynge (dir.) – Bella Voce BLV 10 7206 (enregistré le 30 juin 1973)
- Jules Massenet :
  - Esclarmonde - Joan Sutherland (Esclarmonde), Huguette Tourangeau (Parséis), Giacomo Aragall (Roland de Blois), Louis Quilico, Clifford Grant - Ambrosian Opera Chorus, National Philharmonic Orchestra, Richard Bonynge (dir.) – Decca, 1975
- Giacomo Meyerbeer :
  - Les Huguenots - Joan Sutherland (Marguerite), Martina Arroyo (Valentine), Huguette Tourangeau (Urbain), Anastasios Vrenios (Raoul de Nangis), Nicolaï Ghiuselev (Marcel), Gabriel Bacquier, Dominic Cossa - Ambrosian Opera Chorus, New Philharmonic Orchestra, Richard Bonynge (dir.) – Decca, 1969
- Wolfgang Amadeus Mozart :
  - Idomeneo — Sergei Baigildin (Idomeneo), Joan Sutherland (Elettra), Margreta Elkins (Idamante), Henri Wilden (Arbace), Leona Mitchell (Ilia), Australian Opera Chorus, Sydney Elizabethan Orchestra, Richard Bonynge (dir.) – Gala GLH 826 (extraits) ou Celestial Audio CA 060 (extraits), 1979
  - Don Giovanni - Eberhard Wächter (Don Giovanni), Joan Sutherland (Donna Anna), Elisabeth Schwarzkopf (Donna Elvira), Luigi Alva (Don Ottavio), Giuseppe Taddei (Leporello), Graziella Sciutti (Zerlina), Piero Cappuccilli (Masetto), Gottlob Frick (Il commendatore), London Philharmonia Orchestra, Carlo Maria Giulini (dir.) – EMI, 1959
- Jacques Offenbach :
  - Les Contes d'Hoffmann — Joan Sutherland (Olympia/Antonia/Giulietta/Stella), Plácido Domingo (Hoffmann), Gabriel Bacquier (Lindorf/Coppélius/Miracle/Dappertutto), Orchestre de la Suisse Romande, Orchestre de la Radio suisse romande, Pro Arte de Lausanne, Richard Bonynge (dir.) – Decca, 1976
- Giacomo Puccini :
  - Turandot - Joan Sutherland (Turandot), Montserrat Caballé (Liù), Luciano Pavarotti (Calaf), Nicolaï Ghiaurov (Timur) - London Philharmonic Orchestra, Zubin Mehta (dir.) – Decca, 1972
- Gioachino Rossini :
  - Semiramide - Joan Sutherland (Semiramide), Marilyn Horne (Arsace), John Serge, Joseph Rouleau, Spiro Malas - Ambrosian Opera Chorus, London Symphony Orchestra, Richard Bonynge (dir.) – Decca, 1965
- Gaspare Spontini :
  - La Vestale - Joan Sutherland (Giulia), Luciano Pavarotti (Licinio), Huguette Tourangeau, Sherrill Milnes, Nicolai Ghiaurov - London Opera Chorus, Royal Philharmonic Orchestra, Antal Doráti (dir.) – Decca, 1980
- Ambroise Thomas :
  - Hamlet - Sherrill Milnes (Hamlet) , Joan Sutherland (Ophélie), Barbara Conrad, James Morris, Gosta Winbergh - Chorus and orchestra of the Welsh National Opera, Richard Bonynge (dir.) – Decca, 1983
- Giuseppe Verdi :
  - Rigoletto - Cornell MacNeil, Joan Sutherland (Gilda), Renato Cioni (Il duca), Cesare Siepi (Rigoletto) - Coro e Orchestra dell'Accademia di Santa Cecilia, Nino Sanzogno (dir.) – Decca, 1961
  - La traviata - Joan Sutherland (Violetta), Carlo Bergonzi (Alfredo), Robert Merrill (Germont) - Coro e Orchestra del Maggio Musicale Fiorentino, John Pritchard (dir.) – Decca, 1962
  - La traviata - Joan Sutherland (Violetta), Luciano Pavarotti (Alfredo), Matteo Manugerra (Germont) - National Philharmonic Orchestra, Richard Bonynge - Decca 1979

### Recitales
- The Art of Bel Canto, Richard Bonynge (dir.), Nouvel Orchestre symphonique de Londres et Orchestre symphonique de Londres – Decca, 1963
- The Art of the Prima Donna, Francesco Molinari-Pradelli (dir.), Orchestre de Covent Garden – Decca, 1960